# フランス国鉄Z24500形電車
フランス国鉄Z24500形電車（フランスこくてつZ24500がたでんしゃ）は、フランスの国有鉄道であるフランス国鉄が導入した電車。フランス各地の地域圏の旅客列車向けに製造された2階建て車両で、編成長が異なるZ26500形と共に「TER 2N NG」とも呼ばれる他、製造元のアルストムが展開する鉄道車両ブランド「コラディア・デュプレックス（Coradia Duplex）」の1車種に位置づけられている。

## 概要
2000年11月にフランス国鉄とアルストムおよびボンバルディア・トランスポーテーション（現：アルストム）の間で導入契約が交わされた、各地域圏ごとに運行されている旅客列車「TER」向けの2階建て電車。同列車へ先に導入されていたZ 23500形「TER 2N」の改良型車両でもある。
編成内の車両は全て動力台車や制御装置（ONIX 1500）を搭載した動力車であり、最短2両、最大5両まで柔軟な編成を組む事が可能となっている。そのうち実際に導入されたのは3両編成のZ24500形、4両・5両編成のZ26500形である。車内の座席は最新の人間工学に基づいた構造が採用されており、パソコン用の充電コンセントも完備されている。また、1等座席にはシートピッチやフットレストが設けられている。それ以外に、車内にはバリアフリーに対応したトイレや車椅子、ベビーカー用スペース、荷物棚、自転車用ラックが存在する。

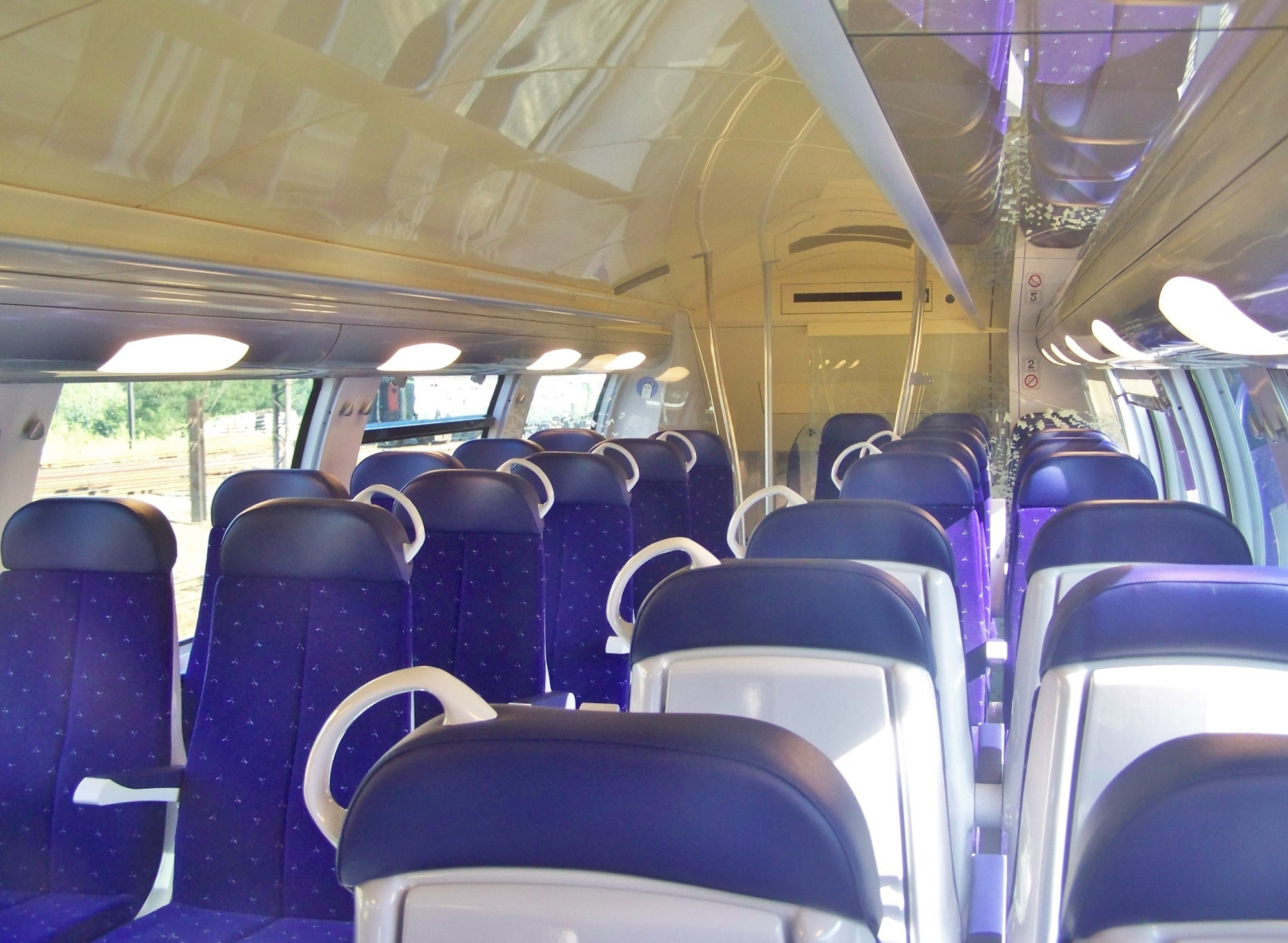
車内（2等座席）
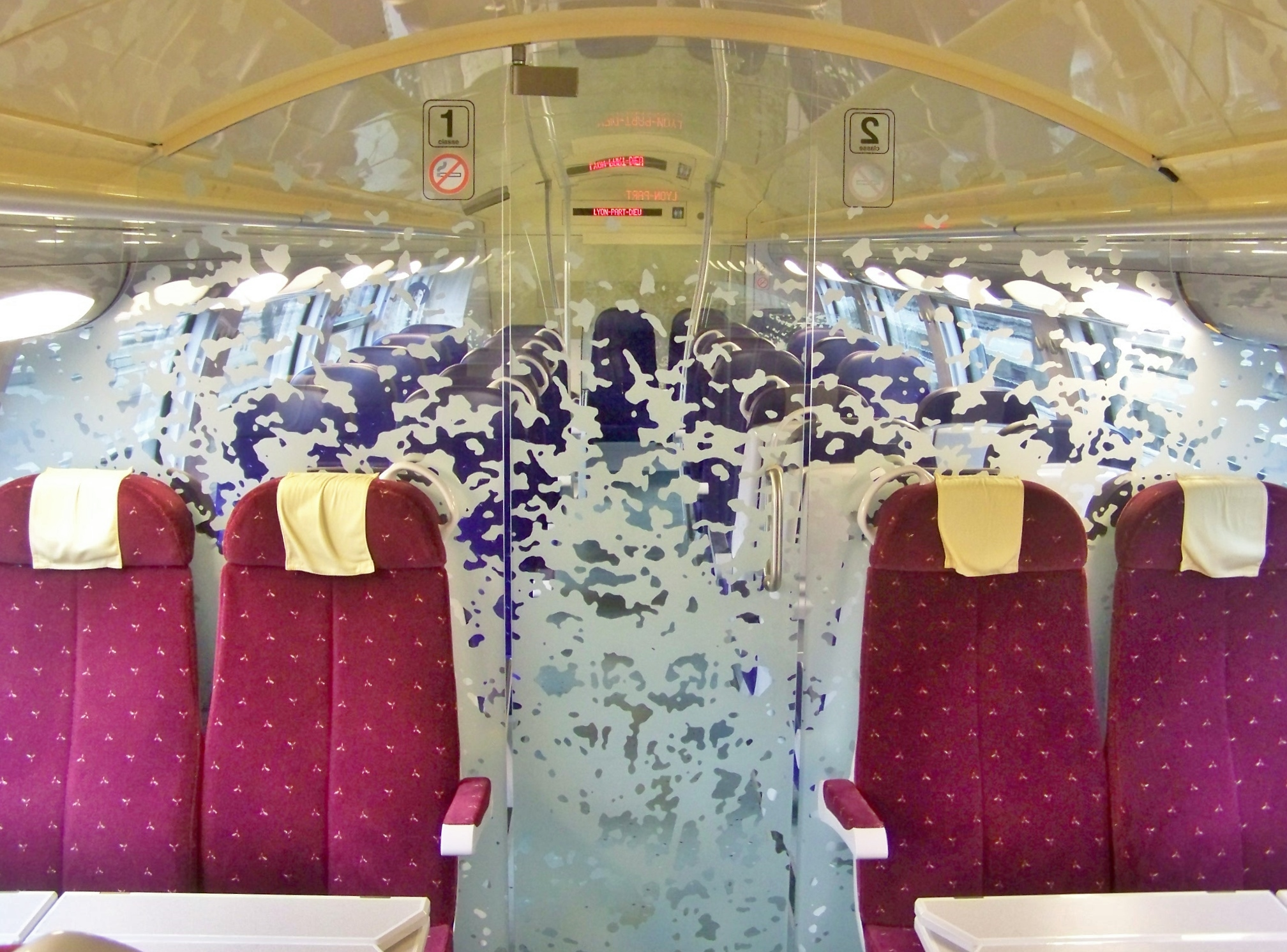
車内（1等座席：前方）
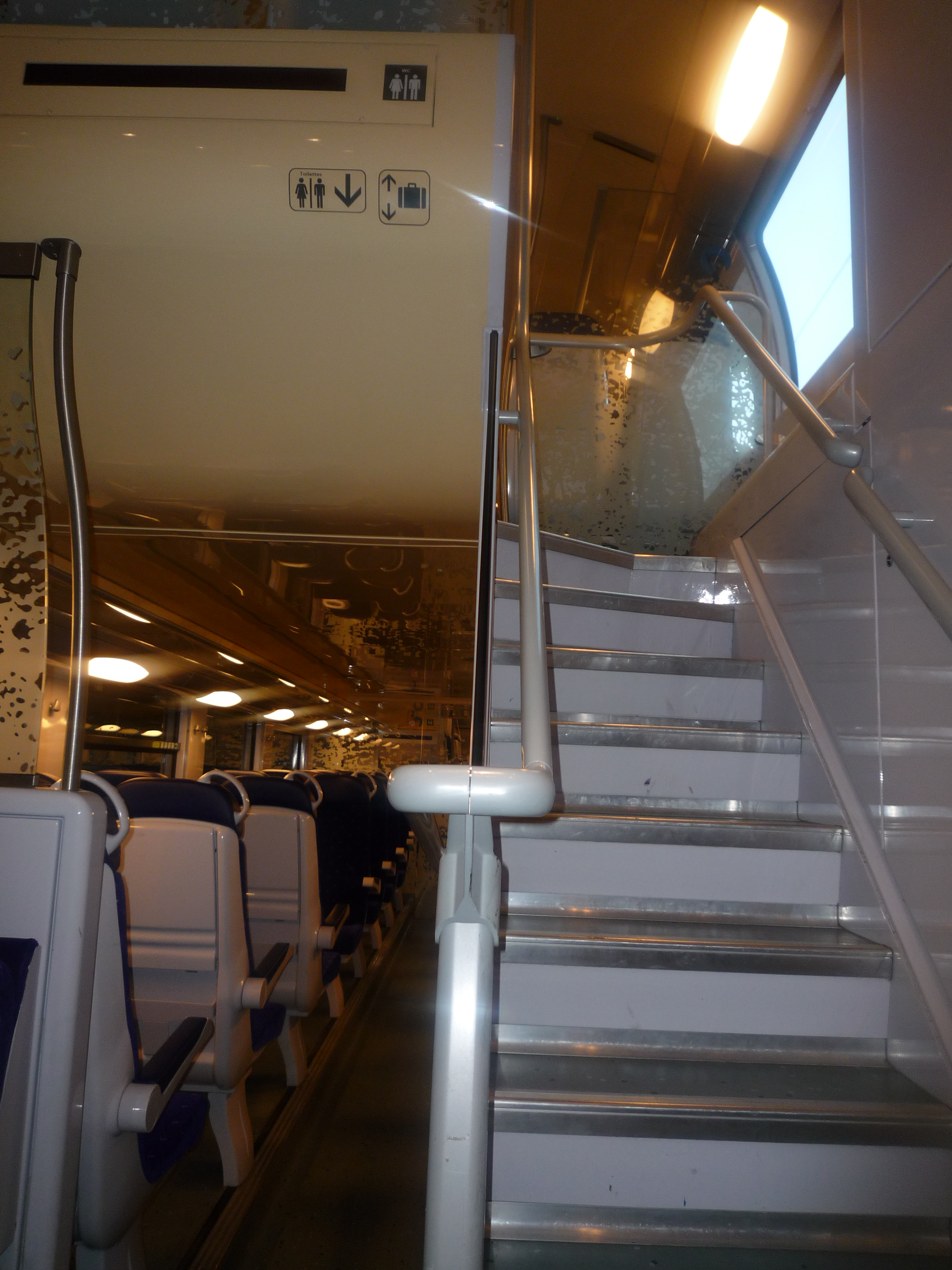
車内（階段）
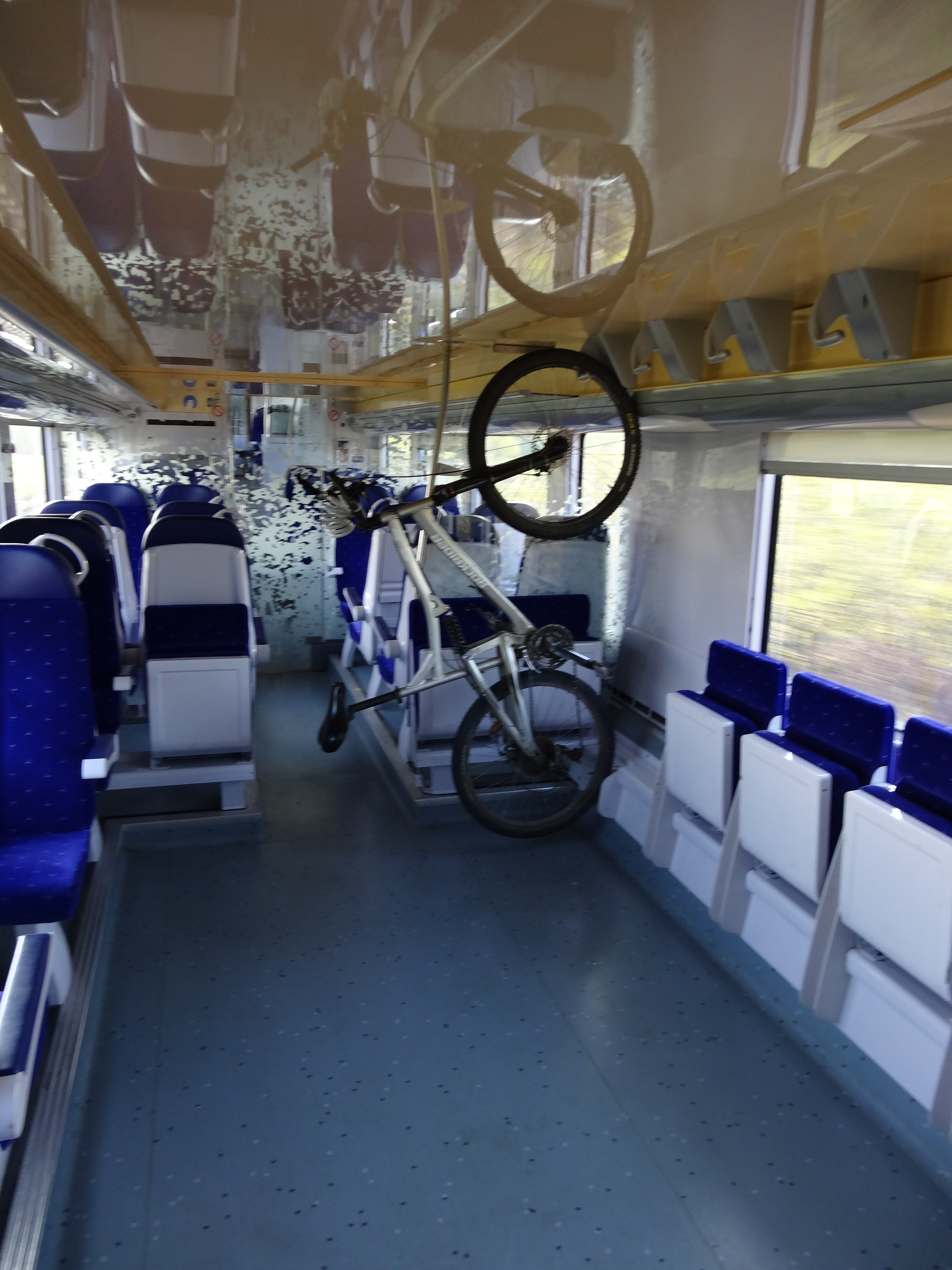
車内（自転車用ラック）

モジュール構造を採用している構体はレーザー加工を用いて製造されており、要望に応じた柔軟な車体形状の変更が可能となっている。先頭部は衝突時の安全性を向上させるため、アンチクライマー装置やクラッシャブルゾーンが設けられ、各種の衝突事例に対応した構造が採用されている。制御装置や補助電源装置を始めとした主要な電気機器は屋根上に設置されている。
2004年から営業運転を開始し、以降2010年までにフランス各地域への導入が実施された。2024年以降はオーヴェルニュ＝ローヌ＝アルプ地域圏やペイ・ド・ラ・ロワール地域圏、グラン・テスト地域圏など、各地で内装の更新や機器の交換、塗装変更といったリニューアル工事が施工されている。2025年時点において各地域で使用されている編成は以下の通りである。
| 地域圏                                         | 編成数             | 編成数             | 編成数             | 備考                                           |
| 地域圏                                         | Z24500形 (3両編成) | Z26500形 (4両編成) | Z26500形 (5両編成) | 備考                                           |
| ---------------------------------------------- | ------------------ | ------------------ | ------------------ | ---------------------------------------------- |
| オーヴェルニュ＝ローヌ＝アルプ地域圏           | 60編成             |                    |                    |                                                |
| サントル＝ヴァル・ド・ロワール地域圏           |                    | 12編成             |                    |                                                |
| グラン・テスト地域圏                           | 25編成             |                    | 16編成             | Z26500形はノルマンディー地域圏から転属した編成 |
| オー＝ド＝フランス地域圏                       | 47編成             | 15編成             | 8編成              |                                                |
| モナコ                                         |                    | 5編成              |                    |                                                |
| ペイ・ド・ラ・ロワール地域圏                   | 13編成             |                    |                    |                                                |
| プロヴァンス＝アルプ＝コート・ダジュール地域圏 |                    | 10編成             |                    |                                                |

## ギャラリー

各地域圏の「TER 2N NG」
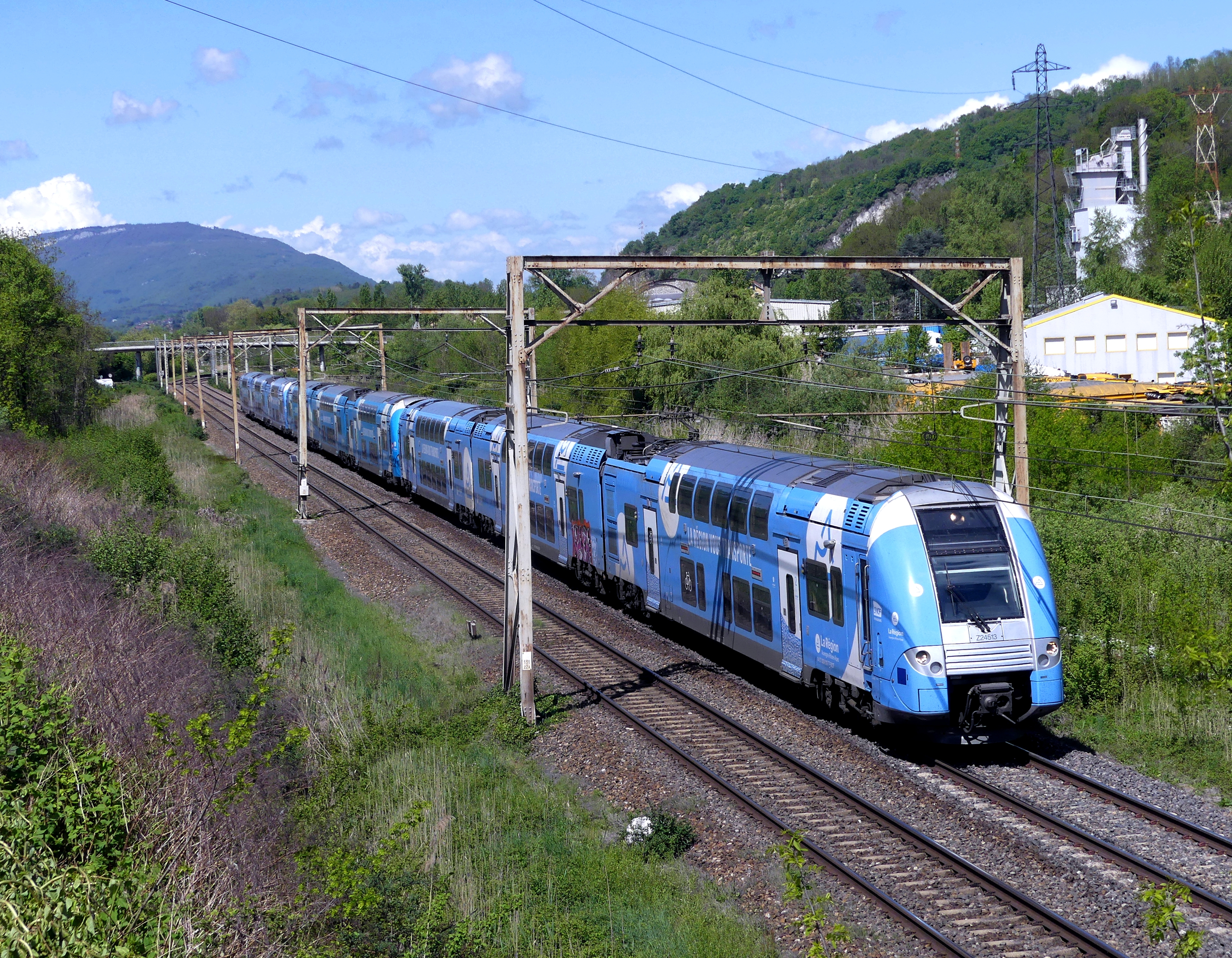
オーヴェルニュ＝ローヌ＝アルプ地域圏 （2025年撮影）
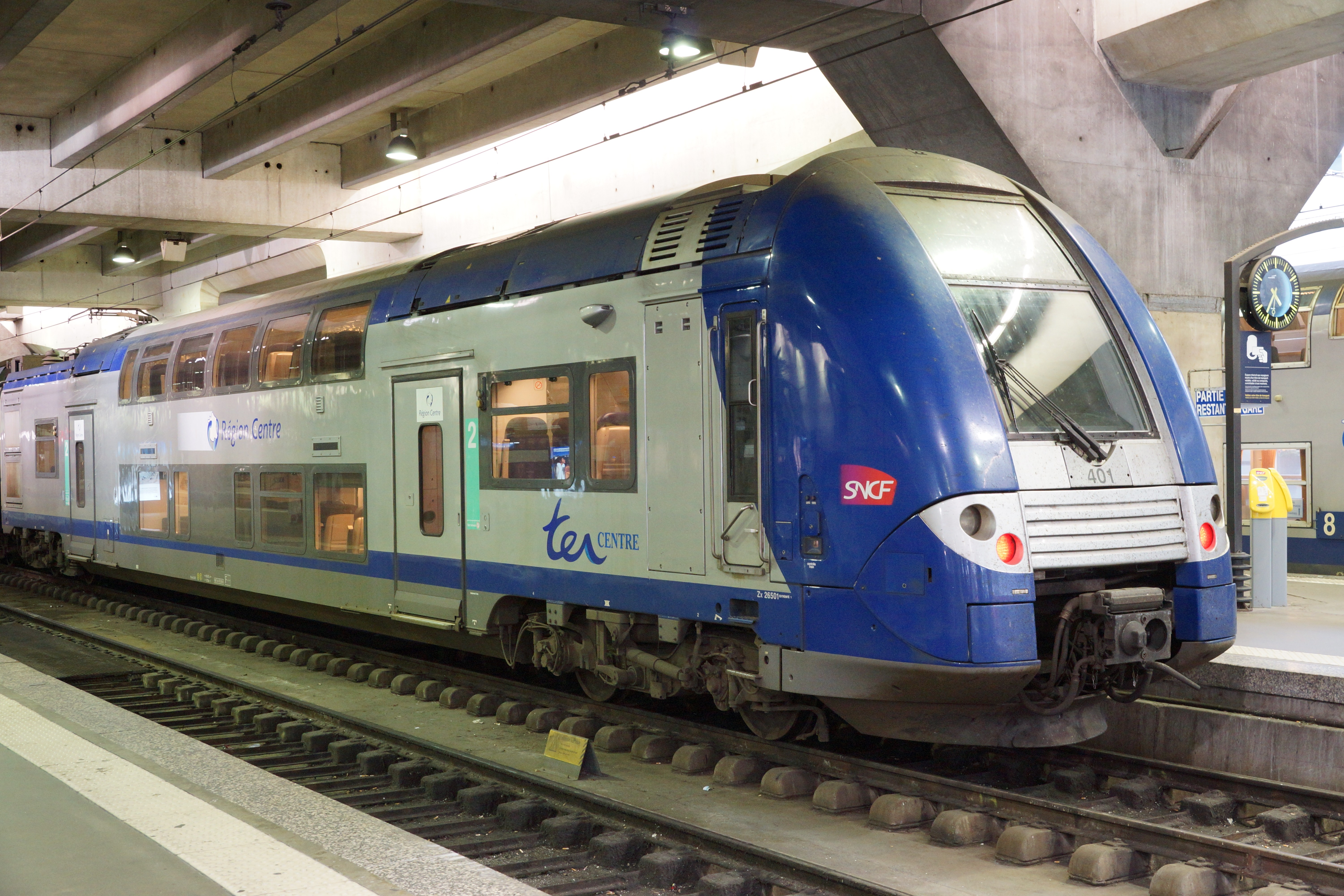
サントル＝ヴァル・ド・ロワール地域圏 （2014年撮影）
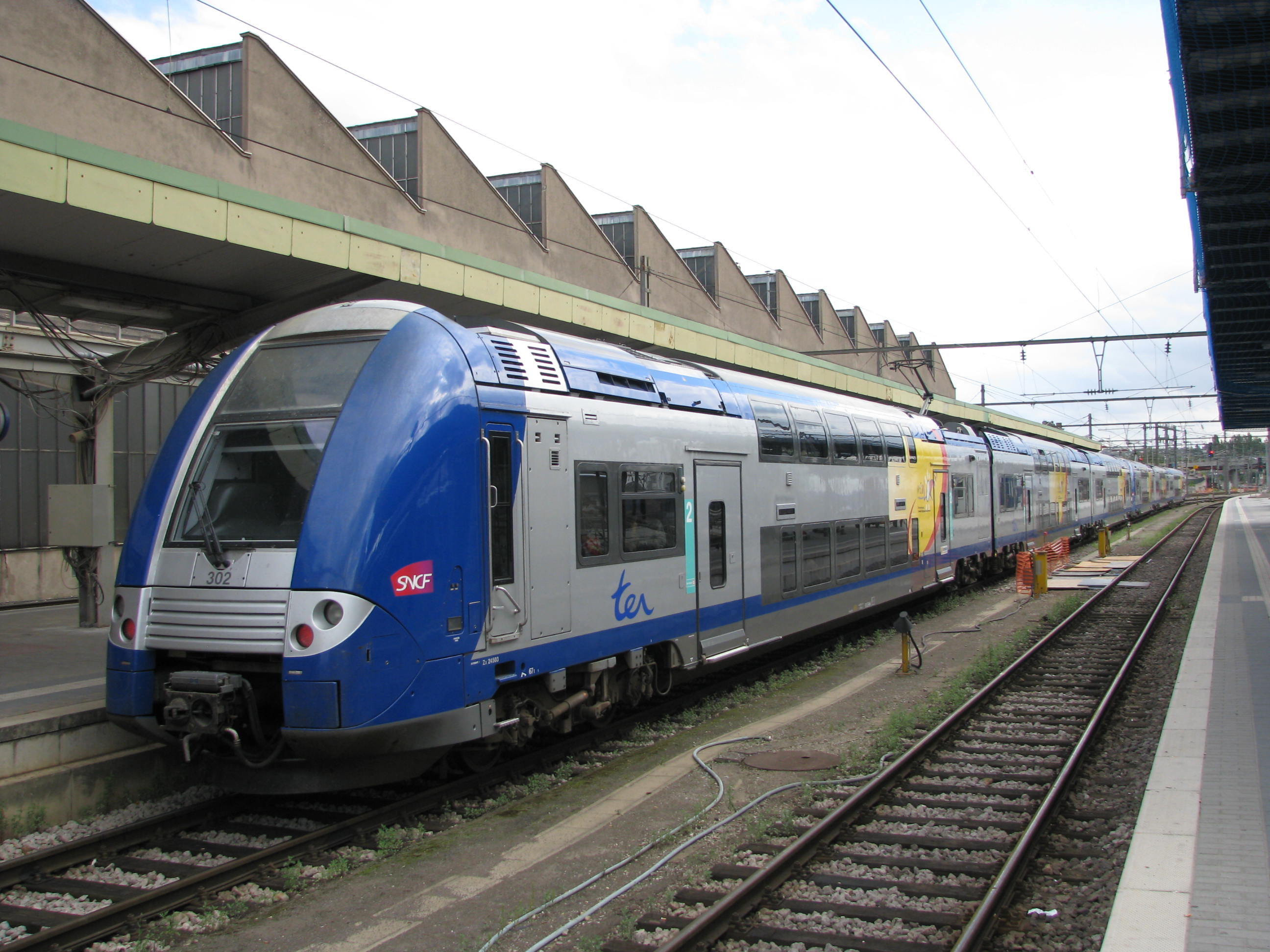
グラン・テスト地域圏 （2009年撮影）
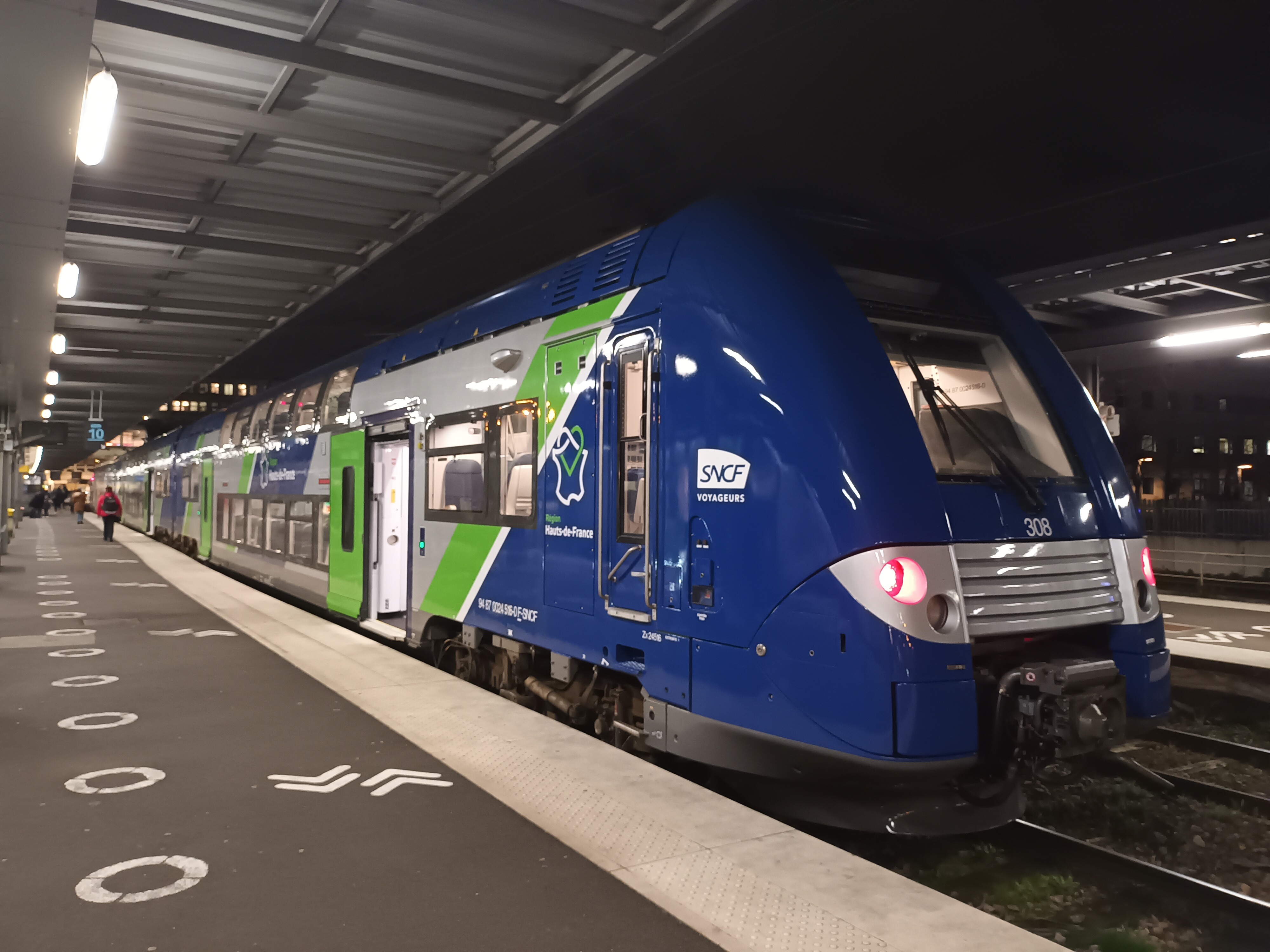
オー＝ド＝フランス地域圏 （2023年撮影）
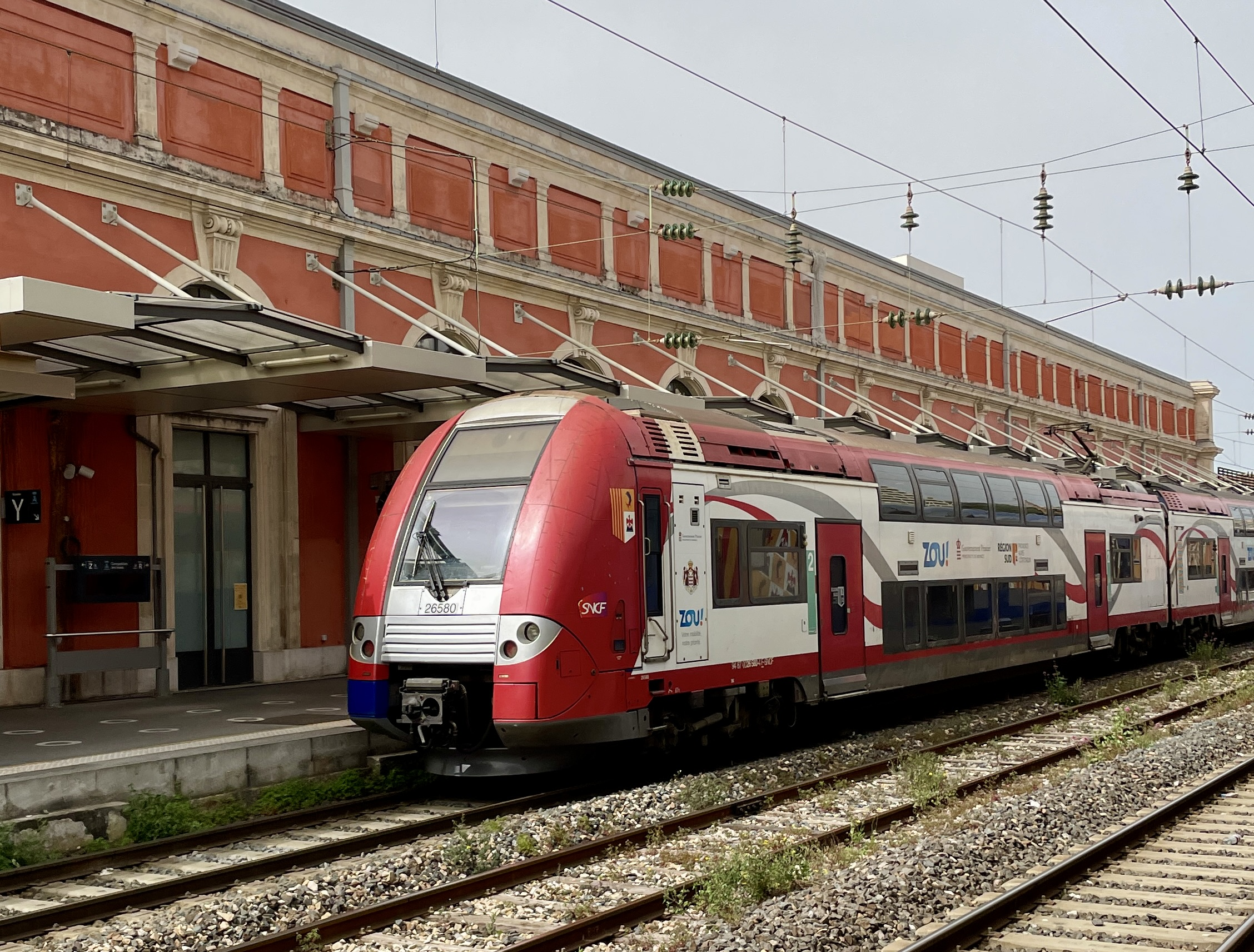
モナコ （2024年撮影）
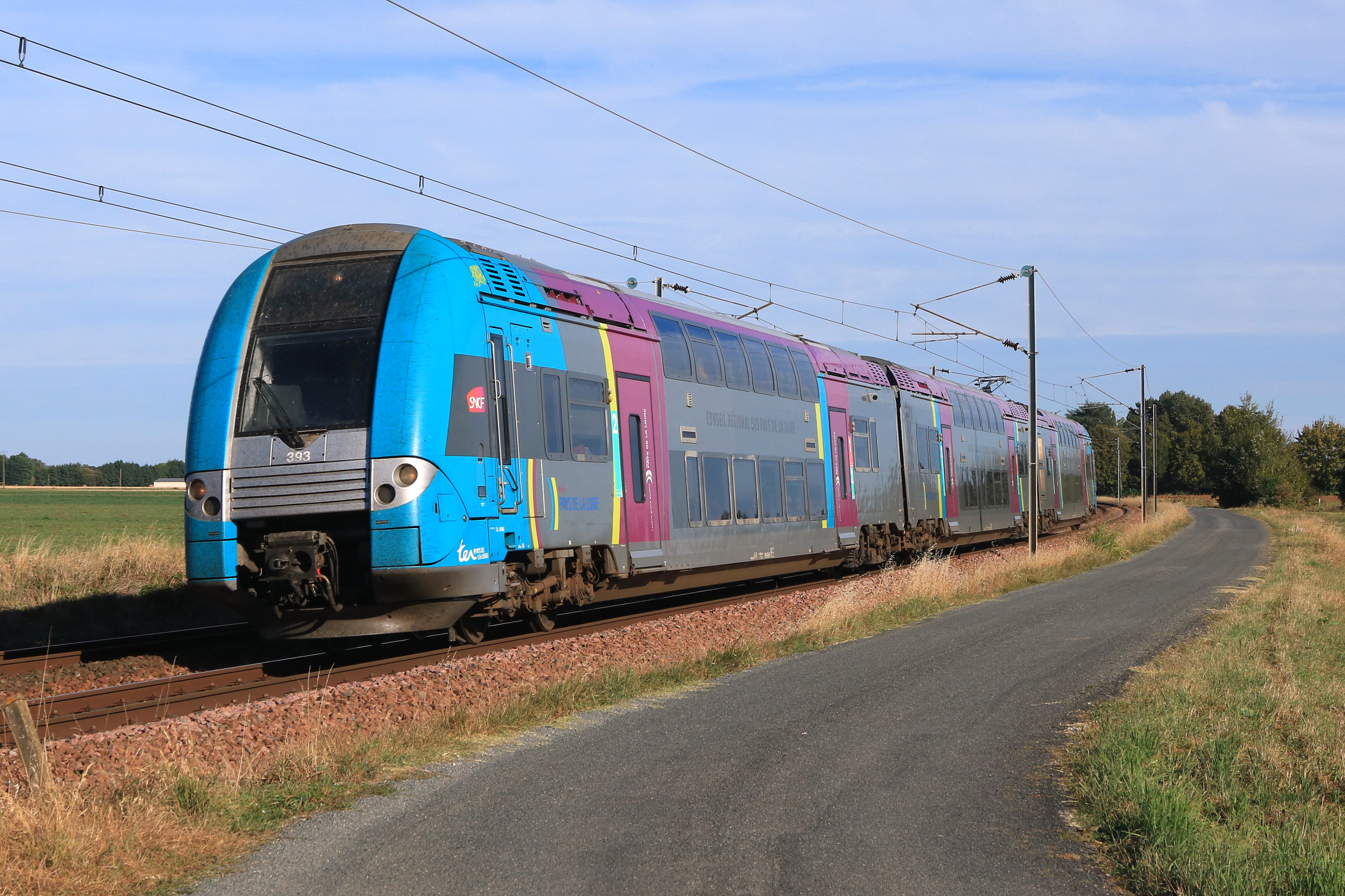
ペイ・ド・ラ・ロワール地域圏 （2018年撮影）
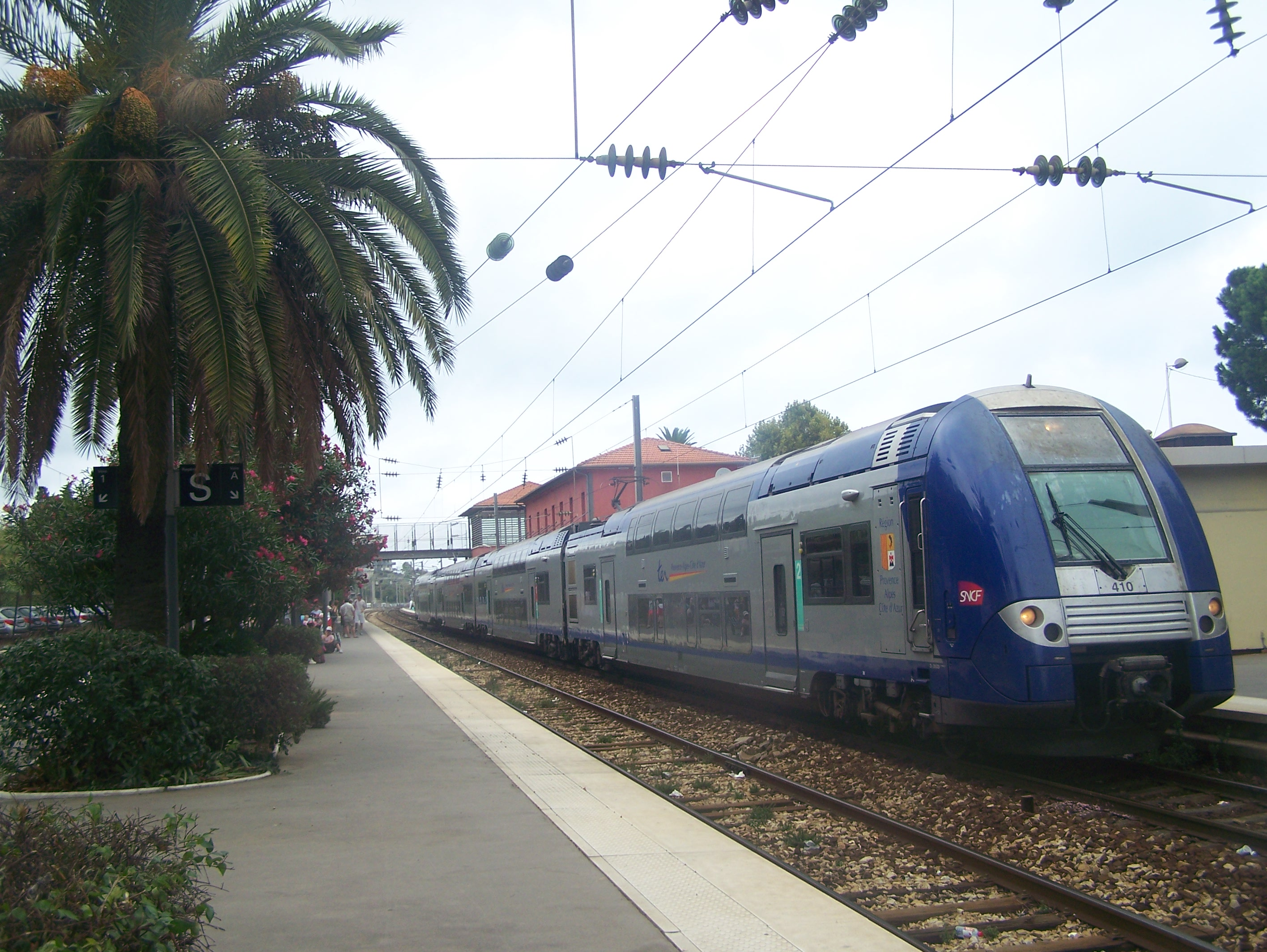
プロヴァンス＝アルプ＝コート・ダジュール地域圏 （2006年撮影）

その他
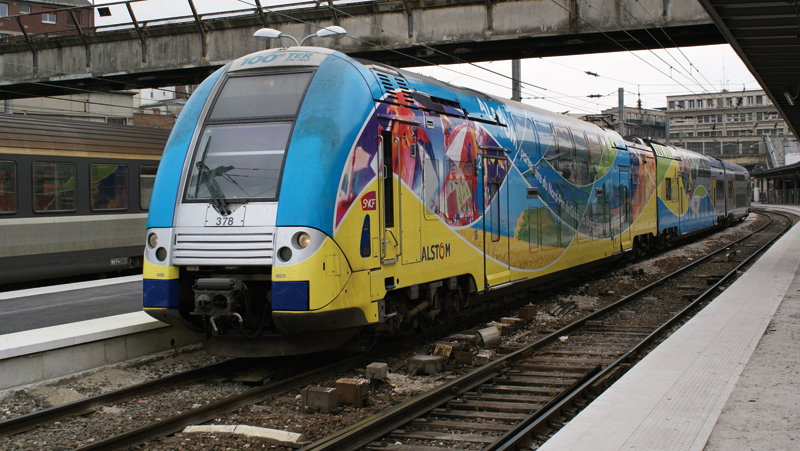
「TER 2N NG」100編成目を記念した特別塗装 （2009年撮影）

## 関連形式

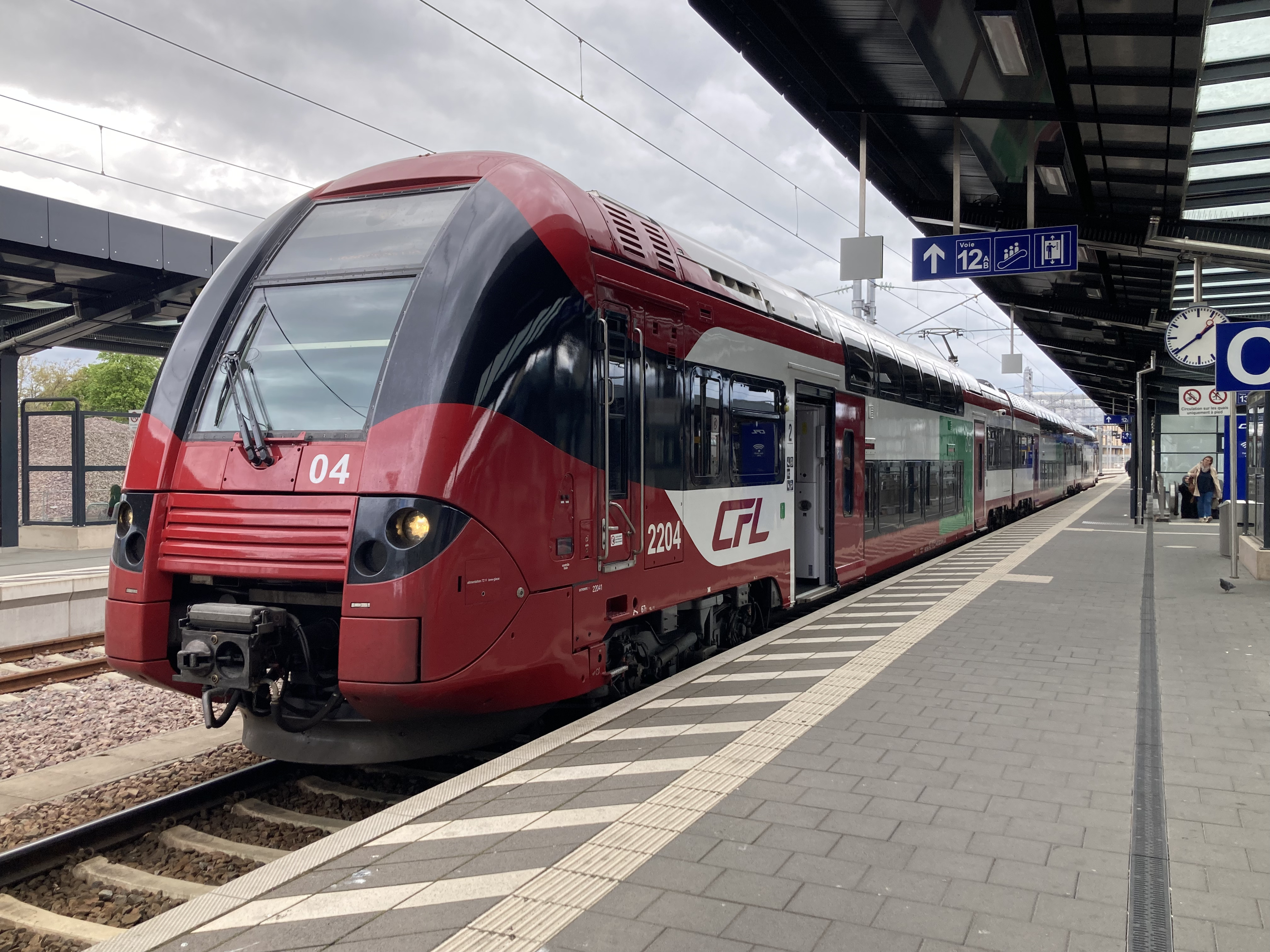
ルクセンブルク国鉄2200形（2025年撮影）

- ルクセンブルク国鉄2200形電車（フランス語版） - ルクセンブルクの国有鉄道であるルクセンブルク国鉄が所有する、Z24500形（3両編成）の同型車両[1][9]。

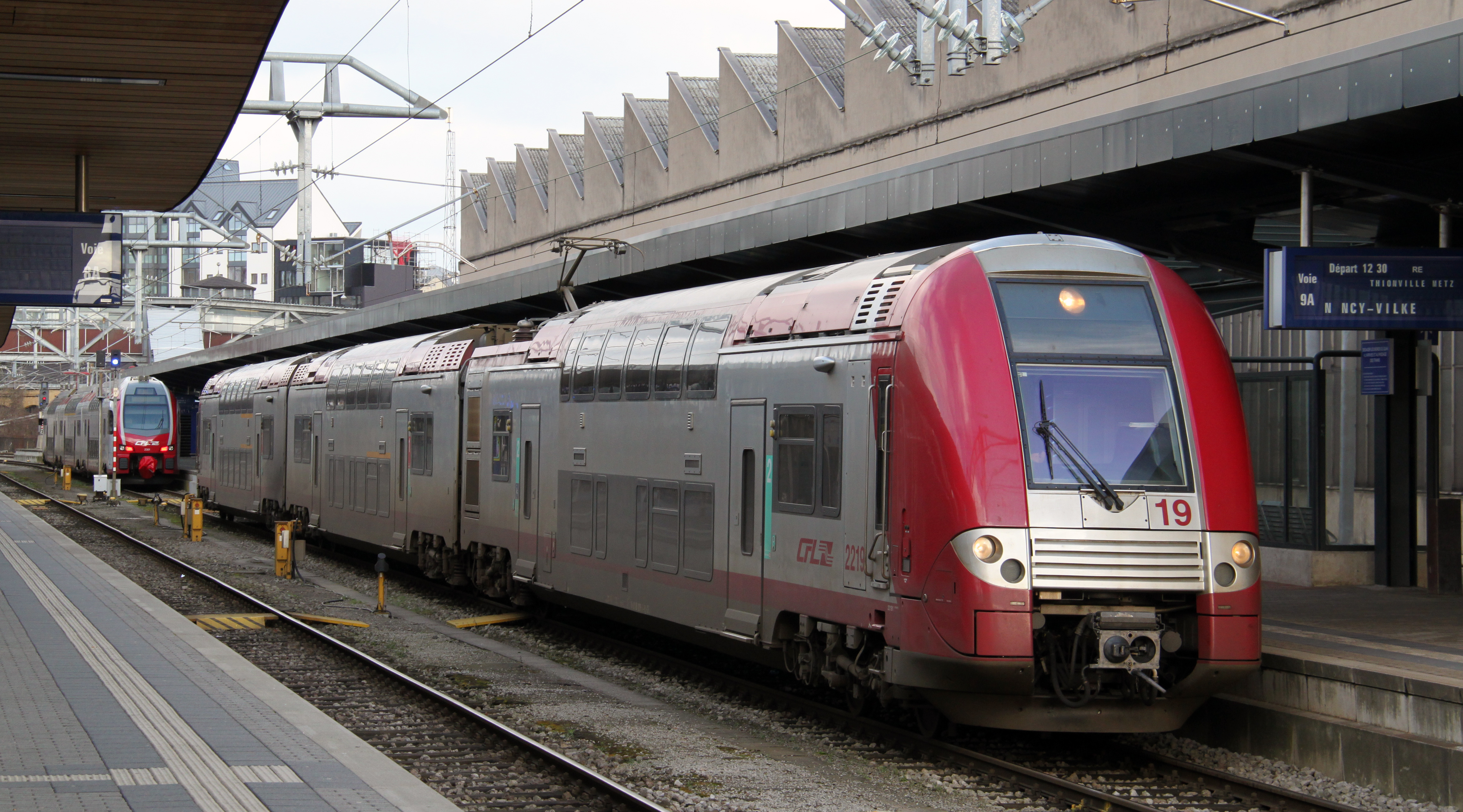
登場時の塗装（2015年撮影）